# Маршал Устинов (ракетний крейсер)
«Маршал Устинов» — радянський і російський ракетний крейсер, другий корабель проєкту 1164 «Атлант». На даний момент входить до складу Північного флоту ВМФ Росії. Корабель побудовано на суднобудівному заводі імені 61 комунара в Миколаєві і названо на честь Маршала Радянського Союзу, міністра оборони СРСР Дмитра Федоровича Устинова. До 5 листопада 1986 носив ім'я «Адмірал Флоту Лобов».

## Історія
Корабель було закладено 5 жовтня 1978 року на стапелі Миколаївського суднобудівного заводу імені 61 комунара під найменуванням «Адмірал Флоту Лобов». 25 лютого 1982 року судно було спущено на воду, а 15 вересня 1986 стало в стрій. 5 листопада того ж року крейсер було включено в склад КСФ.
З грудня 1987 по червень 1988 та в 1989 році виконував завдання бойової служби в Середземному морі. З 21 по 29 липня 1989 року наніс офіційний візит на американську військово-морську базу в місті Норфолк, штат Вірджинія. 16-20 липня 1991 відвідав базу ВМС США Мейпорт в штаті Флорида, а з 30 червня по 5 липня 1993 навідався в Галіфакс, Канада. З 1994 по 17 грудня 1997 року знаходився на плановому ремонті на петербурзькому АТ «Северная верфь», де була замінена головна енергетична установка. В травні 1995 брав участь у ролі флагманського корабля на військово-морському параді в Санкт-Петербурзі на честь 50-річчя перемоги у Німецько-радянській війні. В липні 1996 року також брав участь в ролі флагманського корабля на військово-морському параді в Санкт-Петербурзі на честь 300-річчя Російського Флоту.
В січні 2001 року на кораблі був здійснений навігаційний ремонт на заводі СРЗ-35 в селищі Роста в районі Мурманська. 21 лютого того ж року над крейсером взяла шефство столиця Білорусі, делегація якої відвідала корабель, який стояв на ремонті. Юридично цей факт був закріплений договором, який підписали голова Мінського міськвиконкому і командир корабля. З 21 вересня по 22 жовтня 2004 року брав участь у дальньому поході Корабельно-Авіаносної групи Північного флоту в північно-східну Атлантику. 17 липня 2008 року крейсер почав виконувати патрулювання вод Північного Льодовитого океану навколо Шпіцбергена, прийнявши зміну у протичовнового корабля «Сєвєроморськ», по причині того, що «Норвегія заважає працювати в цих водах російським рибалкам».
З липня 2011 року знаходиться на капітальному ремонті на судноремонтному заводі «Звёздочка». Після ремонту крейсер планується перевести на Тихоокеанський флот.
8 лютого 2022 року, перед початком повномасштабного російського вторгнення на територію України, ракетний крейсер “Маршал Устинов” був помічений у Середземному морі.

## Командири
| Командир                    | Роки командування | Звання           |
| --------------------------- | ----------------- | ---------------- |
| Верегін Володимир Дмитрович | 1984—1989         | Капітан I рангу  |
| Фрунза Г. І.                | 1989—1991         | Капітан II рангу |
| Авакянц Сергій Йосипович    | 1991—1996         | Капітан I рангу  |
| Кулієв І. Н.                | 1996—1998         | Капітан I рангу  |
| Собгайда А. В.              | 1998—2002         | Капітан I рангу  |
| Жуга С. Ю.                  | 2002—2005         | Капітан I рангу  |
| Кравченко П. М.             | 2005—2008         | Капітан I рангу  |
| Неклюдов І. В.              | 2008—2011         | Капітан I рангу  |
| Алантьєв С. Г.              | 2011 — наш час    | Капітан I рангу  |

## Фотогалерея

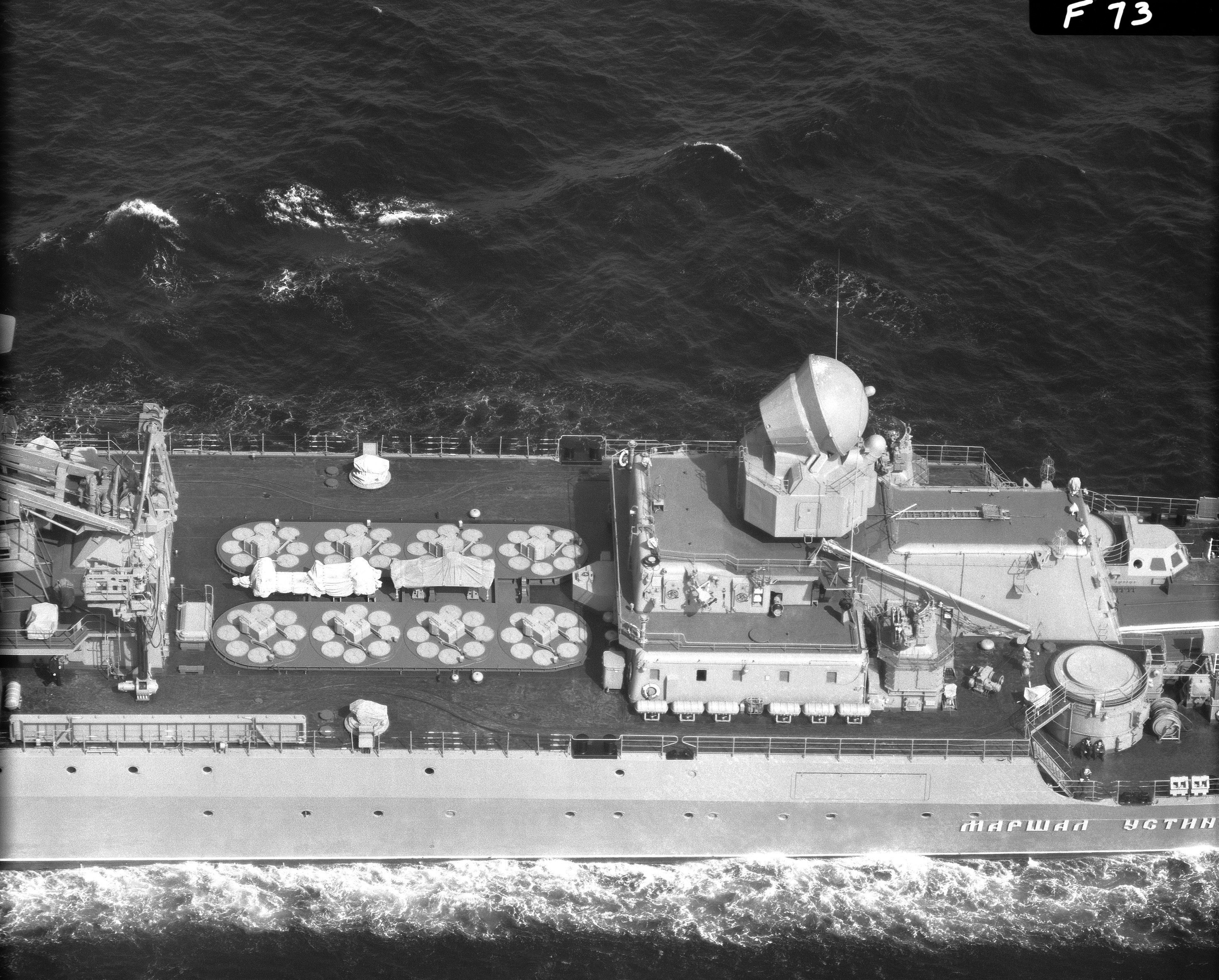
Пускові установки ЗРК С-300Ф «Форт»
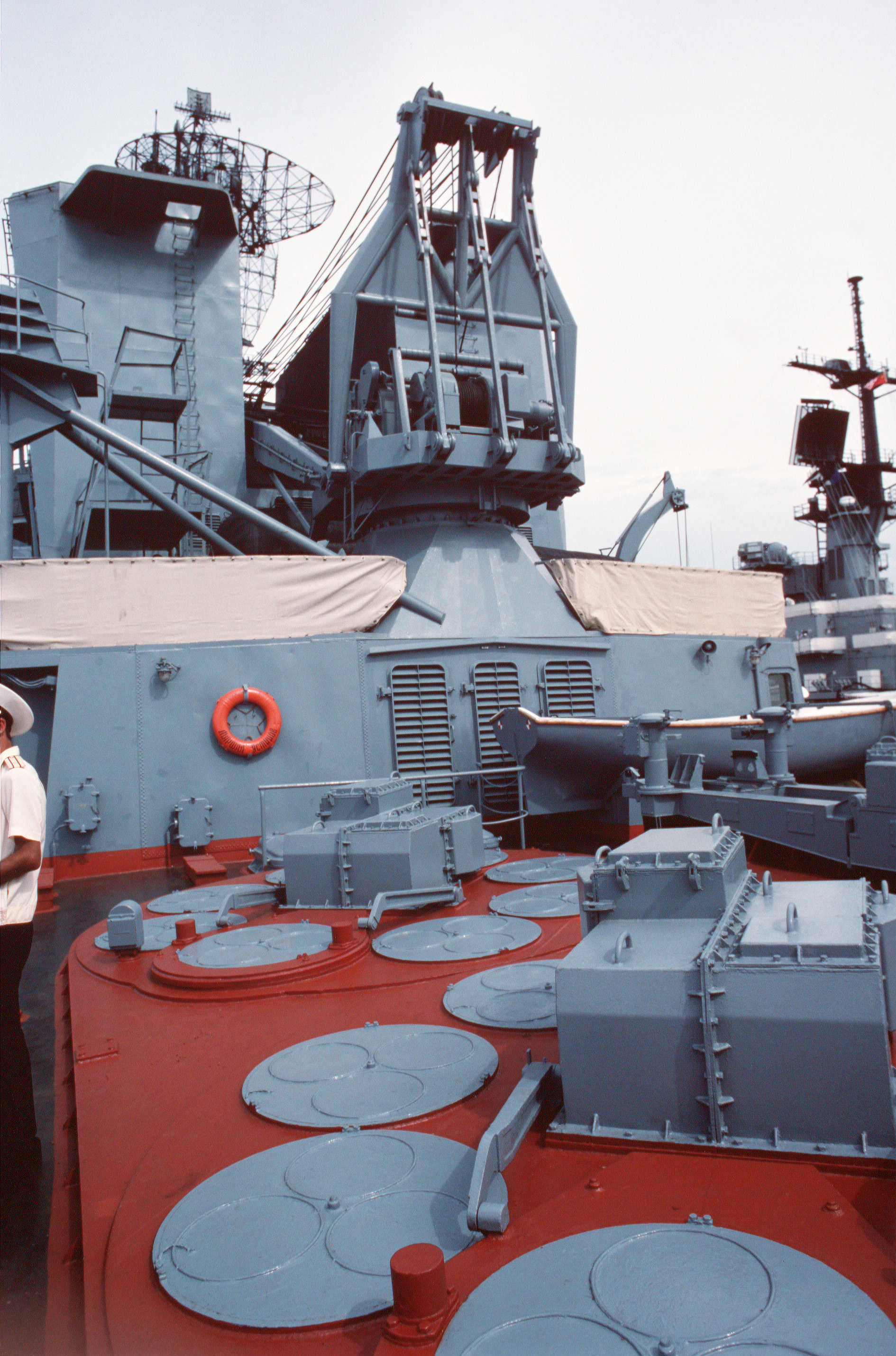
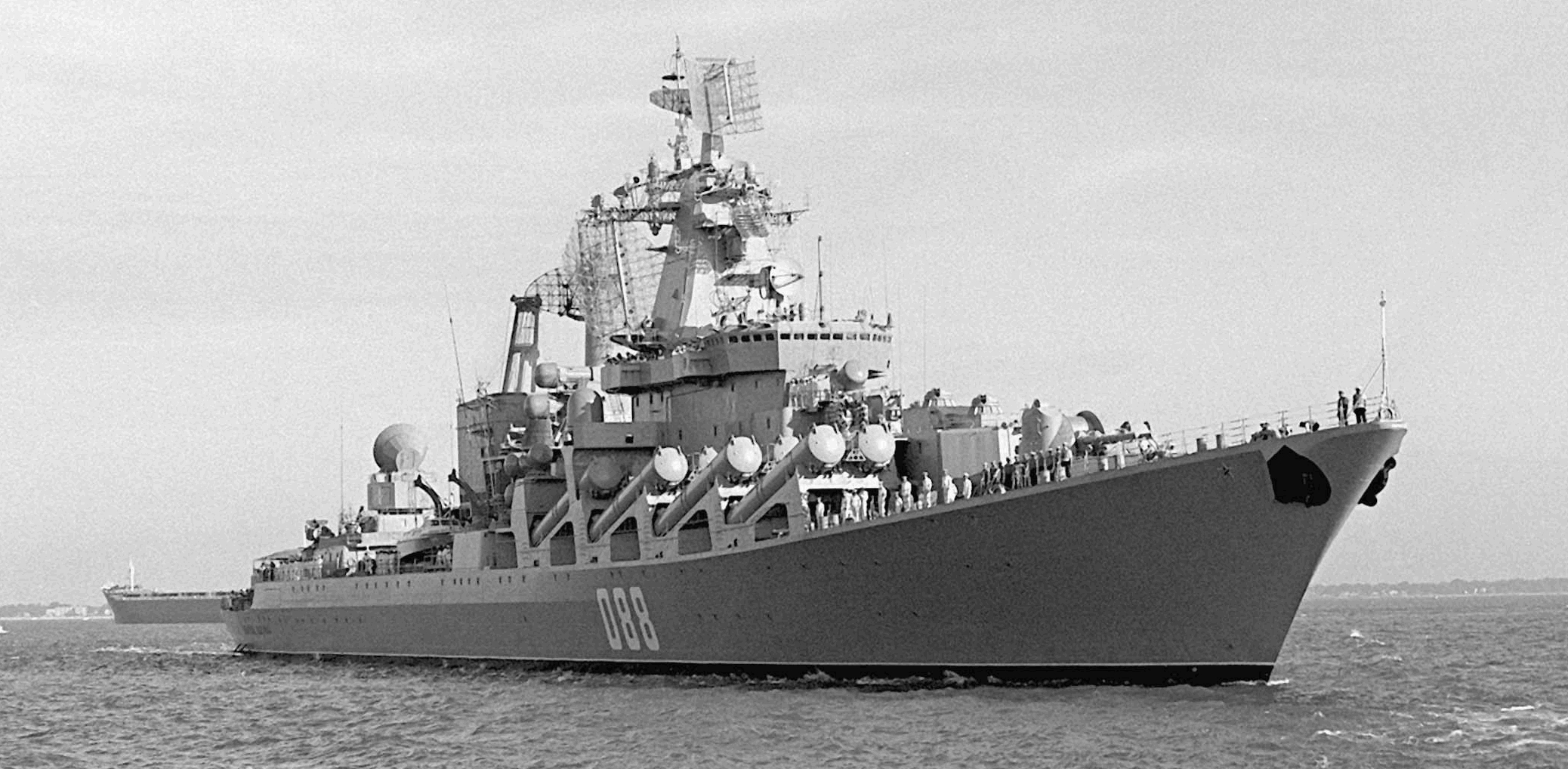
«Маршал Устинов» в Норфолку (США), 21 липня 1989 року
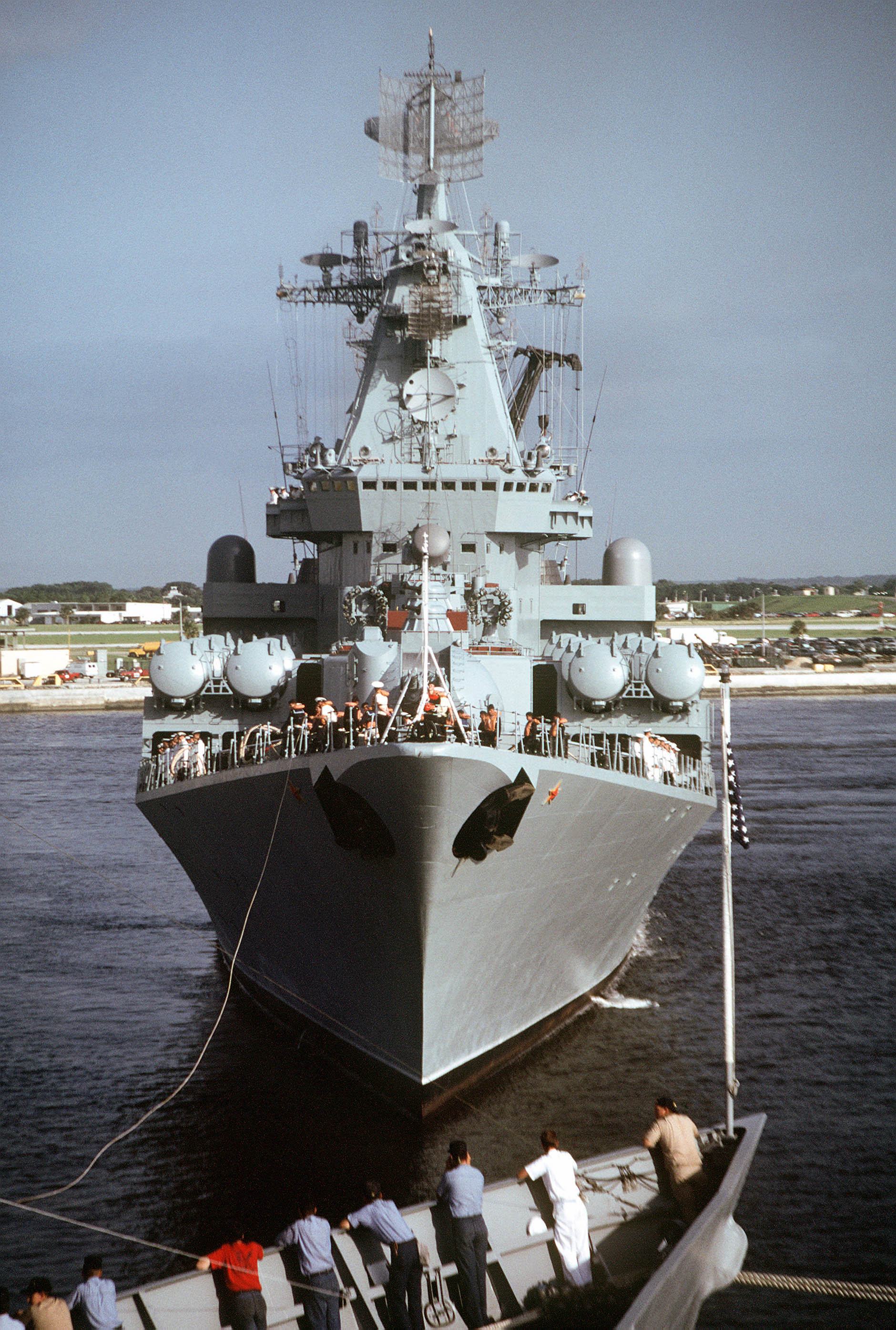
Ракетний крейсер Маршал Устинов в Мейпорті (США), 16 липня 1991 року.
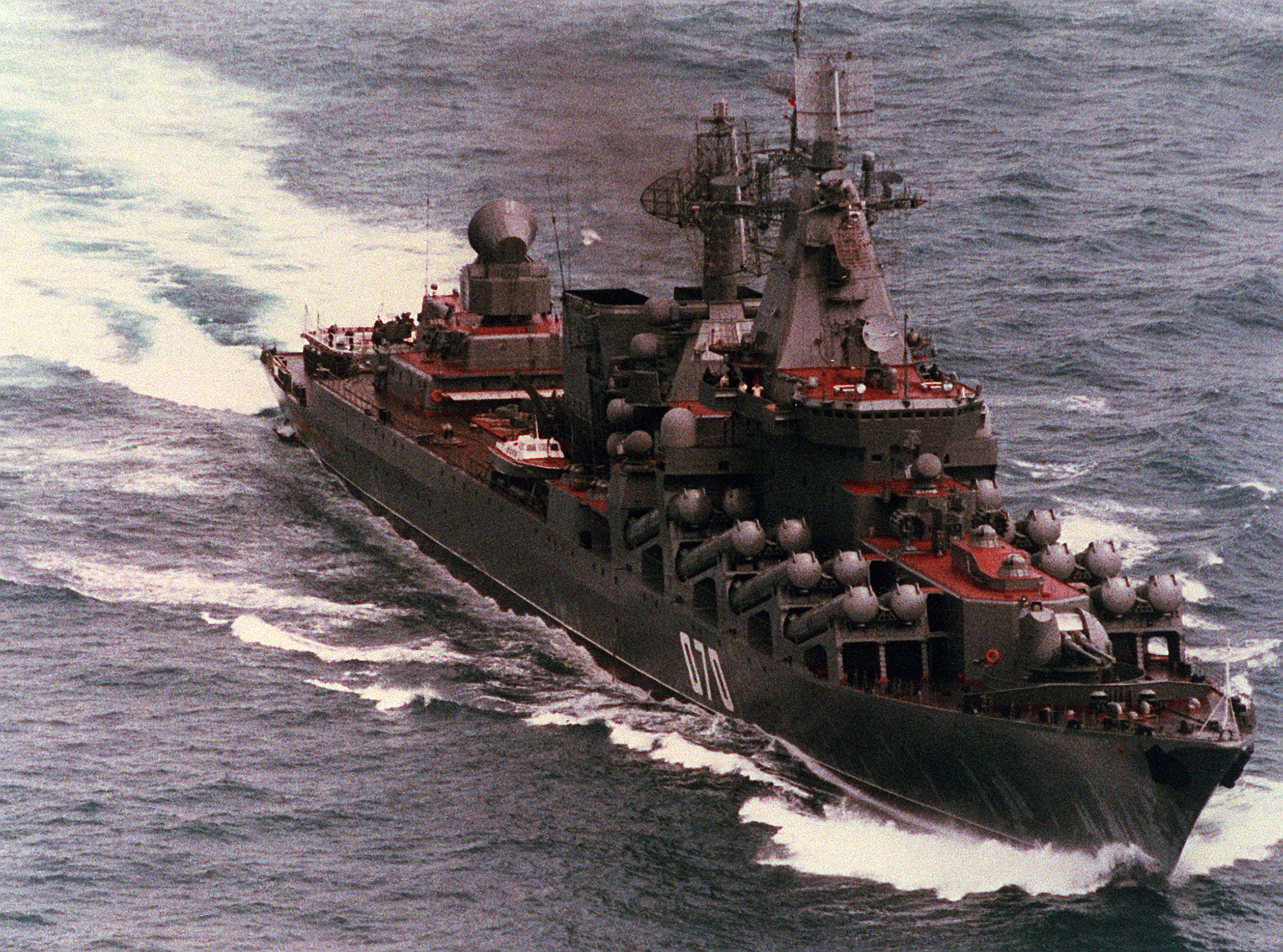
«Маршал Устинов» в північній Атлантиці, червень 1993 року.